# Doe (Band)
Doe (/dəʊ/, zuvor stilisiert als DOE) war eine britische Indie-Rock-Band aus London, England, bestehend aus Nicola Leel (Gitarre, Gesang), Jake Popyura (Schlagzeug, Gesang) und Dean Smithers (Gitarre). Die Band veröffentlichte zwei Studioalben und tourte ausgiebig in Großbritannien, Europa und den Vereinigten Staaten.

## Geschichte
Doe wurde Anfang 2013 gegründet, nachdem Nicola Leel und Jake Popyura, die sich im Vorjahr durch eine Kleinanzeige getroffen hatten, die ursprüngliche Besetzung mit dem Zusatz von Gitarrist Alessandro 'Alex' Sorenti zementiert hatten. Auf ihre Gründung folgten schnell eine Reihe von britischen Shows, drei EP-Veröffentlichungen (S/t, Summer 2013 und Late Bloomer) und eine Europatournee mit ihren Freunden The Exhausts. Matthew Sykes trat nach Sorentis Ausstieg an der Gitarre bei und die Band veröffentlichte Sooner, eine EP gepaart mit einem Lyric-/Fotozine.
Die Compilation-LP First Four wurde 2014 über Specialist Subject Records veröffentlicht, mit einer US-Kassettenversion ein Jahr später über Old Flame Records. 2015 wurde die Single Avalanche/Basement auf Fierce Panda und eine Split-LP auf Alcopop! Records veröffentlicht.  Sykes trennte sich im September desselben Jahres von der Band und wurde vor einer UK-Tournee mit Dogs On Acid durch Dean Smithers ersetzt.
Im März 2016 nahm Doe ihre Debütarbeit Some Things Last Longer than You mit Produzent Matthew Johnson (Hookworms) auf und veröffentlichte im Juli Videos für die Singles Sincere und Last Ditch. Das Album wurde am 9. September 2016 mit kritischem Beifall veröffentlicht.
Die Band verbrachte einen Großteil des Jahres 2017 auf Tournee zur Unterstützung des Albums, darunter UK/EU-Stints mit LVL UP, Jeff Rosenstock, Pile und Honeyblood. Sie begaben sich auch auf ihre erste Nordamerika-Tournee mit Yankee Bluff aus Philadelphia.
Does zweites Album, Grow into It, wurde am 28. September 2018 über Big Scary Monsters und Topshelf Records veröffentlicht. Die Band begab sich sofort auf Tourneen durch Großbritannien und Europa, mit Speedy Ortiz und Dilly Dally. Grow into It wurde auf der ABC News 50 Best Albums of 2018 - Liste vorgestellt und rangierte auf Platz 11.
Im Juni 2019 kündigte Doe nach Tourneen durch Europa, die USA und mehrere britische Festivalauftritte an, dass sie sich trennen würden. In einer Erklärung, die auf ihren Social-Media-Kanälen veröffentlicht wurde, nannten sie ihre Entscheidung „100% gegenseitig/vernehmlich/positiv“ und erklärten, dass es zwar eine Erfahrung war, die sie „nicht gegen irgendetwas ausgetauscht hätten“, aber oft „stressig und angstauslösend“ sein könnte. Die Band spielte ihre Abschiedsshow am 7. September 2019 im Lexington, wobei ein Video und ein Live-Album der Show im März 2021 digital zur Verfügung gestellt wurden.

## Diskografie

### Alben
- 2014: First Four (LP, Kompilation, Specialist Subject Records; 2015: Kassette, Old Flame Records)
- 2016: Some Things Last Longer than You (LP/CD/Kassette, Specialist Subject Records / Old Flame Records)
- 2018: Grow into It (LP/CD/Kassette, Big Scary Monsters / Topshelf Records)
- 2021: Sincerely, Doe: Live at The Lexington (Live, digital, Selbstveröffentlichung)

### EPs und Singles
- 2013: S/t (CD, Regicide Records)
- 2013: Summer 2013 (Kassette, Keroleen Records)
- 2013: Late Bloomer (CD-R, Selbstveröffentlichung)
- 2014: Sooner (Kassette und Zine, Keroleen Records)
- 2015: Avalanche/Basement (Digital, Fierce Panda)
- 2015: Susanne (7", Art Is Hard Records)
- 2016: Sincere (Digital, Specialist Subject Records / Old Flame Records)
- 2016: Last Ditch (Digital, Specialist Subject Records / Old Flame Records)
- 2018: Heated (Digital, Big Scary Monsters / Topshelf Records)
- 2018: Labour like I Do (Digital, Big Scary Monsters / Topshelf Records)
- 2019: Team Spirit/Just What I Needed (Mini-CD, Keroleen Records / Big Scary Monsters)

### Split-Veröffentlichungen
- 2014: Doe/Taxa (7", Clue #2 Records)
- 2015: Johnny Foreigner/Playlounge/Doe/Doctrines (LP, Alcopop! Records / Dog Knights Productions)